# R/V Nereus
R/V Nereus är ett svenskt havsforskningsfartyg, som tillhör Sven Lovén centrum för marin infrastruktur i Tjärnö.
R/V Nereus byggdes på Djupviks varv 1983. Hon är avsedd för havsforskning och undervisning med dagsturer inomskärs.
Fartyget är namngivet efter den grekiske havsguden Nereus, make till havsnymfen Doris och far till havsnymferna nereiderna. 